# Matt Passmore
Matthew Passmore (ur. 24 grudnia 1973 w Brisbane, Australia) – australijski aktor.

## Kariera
W młodości interesował się teatrem. W 1999 roku Passmore zapisał się do szkoły NIDA, którą ukończył 2 lata później. Od tej pory grał m.in. w serialach Always Greener, Blue Heelers i The Alice. W 2005 roku występował też w filmie Dziedzic Maski. W latach 2006–2009 występował w serialu Córkach McLeoda, w którym zagrał rolę Marcusa Turnera. W latach 2010–2013 grał główną rolę, detektywa Jima Longwortha w amerykańskim serialu Zbrodnie Palm Glade.

## Życie prywatne
W latach 1997–2006 Passmore był żonaty z Jacqui Bawtree. Po rozwodzie jego nową partnerką była Rachael Carpani, którą poznał na planie serialu Córki McLeoda. 3 stycznia 2016 roku wziął ślub z amerykańską aktorką Natalią Cigliuti.

## Filmografia
- 2003: Tuck and Cover jako Pete
- 2003: Always Greener jako Pete Jones (gościnnie)
- 2003: Policjanci z Mt. Thomas jako Brad Fingleton (gościnnie)
- 2004-2005: The Cooks jako Jake
- 2005: Dziedzic Maski jako pracownik sieci
- 2005: Last Man Standing jako Cameron Kennedy
- 2005: The Alice jako Tom (gościnnie)
- 2006-2009: Córki McLeoda jako Greg Hope, później jako Marcus Turner
- 2008: Noir Drive jako Reilly
- 2009: The Cut jako Andrew Telford
- 2009: Underbelly: A Tale of Two Cities jako Warwick Mobbs
- 2009: Masterwork jako Marcus Vanderwold
- 2010-2013: Zbrodnie Palm Glade (The Glades) jako Jim Longworth
- 2014-2015: Niewierni (Staisfaction) jako Neil Truman